# Andronik Asen Zaccaria

Herb rodziny Zaccaria

Andronik Asen Zaccaria (zm. 1401) – genueński baron Arkadii w latach 1388–1401 w Księstwie Achai. 

## Życiorys
Był synem Centuriona I Zaccarii, barona Chalandritsy i Veligosti na Peloponezie. Jego synami byli:
- Centurion II Zaccaria, ostatni książę Achai w latach 1404-1430, baron Arkadii 1430-1432
- Erard IV Zaccaria, baron Arkadii w 1401
- Benedykt Zaccaria
- Stefan Zaccaria (zm. 1424), łaciński arcybiskup Patras 1404–1424